# Inaxio Kortabarria
Ignacio Kortabarría Abarrategi, né le 31 juillet 1950 à Arrasate, est un footballeur international espagnol occupant le poste de défenseur central.

## Carrière

### En club

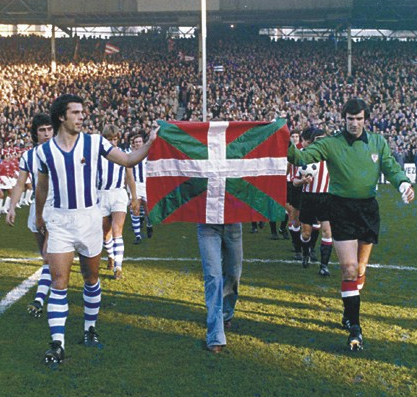
Rencontre de 1976, où Kortabarria et Iribar brandissent l'ikurriña.

Après un passage dans les équipes de jeunes du club, Inaxio Kortabarria évolue tout le long de sa carrière professionnelle dans le club de sa région natale, la Real Sociedad. Il est un élément clé de l'équipe qui remporte à deux reprises le championnat, en 1980–1981 et 1981–1982.
En tant que capitaine de la Real Sociedad, il participe au derby basque du 5 décembre 1976 où, avec son homologue de l'Athletic Bilbao José Ángel Iribar, ils brandissent ensemble lors de leur entrée sur le terrain le symbole basque de l'ikurriña dans un contexte marqué par la mort de Francisco Franco l'année précédente mais où les particularismes régionaux demeurent interdits. Il s'agit de la première apparition publique de ce drapeau qui devient drapeau officiel de la Communauté autonome du Pays basque en 1979 après l'adoption du statut de Guernica.
Au total, Kortabarria dispute 355 matchs de championnat espagnol, inscrivant 16 buts pour un total de 442 rencontres disputées et 22 buts.

### En sélection
Kortabarria reçoit quatre sélections en équipe d'Espagne en 1976 et 1977.
Sa première sélection en équipe nationale a lieu le 22 mai 1976, en amical contre la RFA. Après sa quatrième rencontre internationale disputée face à la Hongrie le 27 mars 1977, Kortabarria devient le premier joueur à refuser de porter le maillot espagnol en raison de ses convictions indépendantistes.

## Palmarès

### En club
Avec la Real Sociedad, Kortabarria remporte le championnat d'Espagne en 1980–1981 et 1981–1982 ainsi que la Supercoupe d'Espagne en 1982.